# Hrimgerd
Hrimgerd eller Rimgerd (fvn Hrímgerðr) var en havsjättinna i nordisk mytologi. Under en nattlig träta (senna) med kung Helge Hjörvardssons närmaste man, jarlen Atle, dröjde hon sig kvar så länge att hon träffades av solens första strålar och förvandlades till sten. Hrimgerds far var rimtursen Hate från Hatafjörðr. Hrimgerd figurerar i dikten Hrímgerðarmál, som ingår i eddadikten Kvädet om Helge Hjörvardsson (Helgakviða Hjörvarðssonar).
Namnet Hrimgerd förekommer också som trollkvinnoheiti i tulorna.

## Hrímgerðarmál
Kvädet om Helge Hjörvardsson är ett diktkonglomerat i fornaldarstil, som troligen sammanställdes på 1100-talet av fragment ur minst tre olika dikter. Skarvarna knöts samman av sju förklarande prosastycken, vartill kommer en inledning på prosa och en avslutande prosarad. Mittpartiet, omfattande stroferna 12–30, är en fristående dikt som fått namnet Hrímgerðarmál efter dess centralgestalt havsjättinnan Hrimgerd. Versmåttet i denna dikt är ljóðaháttr medan resten av kvädet går i fornyrðislag.

### Handling
Den inledande prosan låter oss veta att Helge Hjörvardsson har dräpt Hrimgerds far, jätten Hate, men orsaken till dråpet omtalas inte. Nu ligger Helges ledungsflotta förtöjd i Hatafjörðr. Det är natt och Hates hämndlystna fränder samlas i fjorden för att sänka skeppen. Men alla deras ansträngningar är förgäves, ty ledungsflottan har magiskt beskydd. I luften och över vattnet (lopt ok lǫg) rider tjugosju valkyrior med Helges käresta, den blonda kungadottern Svava Eylimesdotter i spetsen. De stillar vågor och vind och hindrar havstrollen från att välta skeppen. Inte heller kan trollen komma åt flottan underifrån, för skeppen är järnskodda.
| Gärdad med järn är den djärves flotta, oss träffar man icke med trolltyg. | éarnborgir ro of ǫðlings flota; knegut oss fǫ́lur fara. |  |

”Järn skyddar mot trolldom”, förklarar Björn Collinder i kommentaren till sin översättning av denna strof.
Järnskoningen ger också en hållpunkt för diktens ålder, eftersom det först är mot 900-talets slut som sådana skepp börjar dyka upp i Norden. Som exempel kan nämnas Erik jarls skepp Járnbarðinn samt missionären Tangbrands skepp Járnmeiss. Äldre än så kan dikten knappast vara.
Hrímgerðarmál är en senna, d.v.s. ett poetiskt utbyte av smädelser. Efter att ha misslyckats med att sänka flottan nalkas Hrimgerd kungsskeppet, där kung Helge ligger och sover. Vakten har han överlämnat till sin närmaste man, jarl Atle Idmundsson. Hrimgerd inleder försiktigt med att spörja om jarlens namn och vems skepp han vaktar. Men rätt snart urartar samtalet i ett ömsesidigt utbyte av burleska (och ibland grovkorniga) smädelser. När dikten närmar sig slutet förlorar Hrimgerd sitt tålamod och vrålar högt att Helge skall vakna. Han dräpte ju hennes far, skriker hon, så nu kräver hon mansbot. Hon skulle dock räkna skulden som tillräckligt gäldad  om han blott en enda natt ville ligga med henne.
| ”Vakna, Helge! Ge Hrimgerd bot, du högg ju ihjäl Hate; kan jag en natt hos kungen få sova, då vore jag tillräckligt tröstad.” | Vaki þú Hęlgi ok bæt við Hrímgęrði, es lézt hǫggvin Hata, ęina nótt kná hon hjá jǫfri sofa, þá hęfr hon bǫlva bætr. |  |

Även Helge har nu kommit upp på däck och avvisar hånfullt hennes anbud. (Något annat val har han väl inte med sin käresta, den skarpögda Svava, vakande över skeppet.) Men av diktens två sista strofer framgår att Atle har haft en plan med att reta upp Hrimgerd så att hon dröjer sig kvar. Nu ber han henne rikta blicken mot öster där solen just rinner upp.
| ”Det dagas, Hrimgerd! Här håller dig Atle kvar till att döden dö; som ett löjligt landmärke lämna vi dig här, där du står i förstenad skepnad.” | Dagr es nú Hrímgęrðr, ęn þik dvalða hęfr Atli til aldrlaga, hafnarmark þykkir hlægligt vesa, þars þú í stęins líki stęndr. |  |

Som annat trolltyg förvandlas Hrimgerd till sten när hon träffas av solens första strålar. Hon har nu blivit ett sjömärke vid inloppet till hamnen (hafnarmark). Att märket dessutom sägs vara löjeväckande (hlægligt) beror nog, enligt Finnur Jónsson, på hennes groteska utseende. I ett par strofer sägs hon rentav vara prydd med svans.
Rammotivet i dikten är alltså detsamma som i Alvíssmál, och finns i otaliga senare folksägner. (Se exempelvis Hvítserkur.)

## Namnet
Hrimgerd betyder ”frost-Gerd” eller ”den rimfrostiga Gerd”. Gerd är ett vanligt kvinnonamn som även kunde bäras av jättinnor. Den namnkunnigaste av dem känner vi som Gerd Gymesdotter, guden Frejs hustru. Förledet Hrim- är typiskt för jätte- och trollnamn och understryker att Hrimgerd tillhör hrimtursarnas släkte.